# Angmar
Angmar egy királyság J. R. R. Tolkien angol író és filológus Középfölde-témájú műveiben. Középfölde északi részén, Eriador északkeleti határainál helyezkedett el, a Megyétől jóval északra, a Ködhegység (Hith Aiglin) északi lábánál. Fővárosa Carn Dûm.
Angmar a középföldei harmadkor 1300-as évei elején született, és 1975-ig állt fenn. A gonosz birodalmai közé tartozott, melyet a Gyűrűlidércek hódítottak el az északi dúnadánok területéből, Arnorból (amely mint egységes királyság ekkorra már több évszázada nem is létezett), és az utódbirodalmak elleni harc bázisaként használtak.
Elnevezése a sinda ang+mbar gyökökből (vas+ház/otthon) származik.

## Története

### Megalakulása
Angmart, mint az Eriador északi részén fekvő területek többségét is, egykor Arnor, az északi dúnadán királyság részének tekintették (a Nyugatvégi Piros Könyv szerint fénykorában Arnor magában foglalta egész Eriadort, a Kékhegységi törp-bányák és a keleti tünde-királyságok kivételével ). Azonban Arnorban h.k. 861.-ben a nyolcadik ember-király, Erendur halála után mérges testvérviszály tört ki, és a birodalom három részre szakadt: Arthedainra (ék.), Rhudaurra (ény.) és Cardolanra (d.).
H.k. 1300 első éveiben vagy évtizedeiben a mordori Szauron, látva, hogy a déli ember-birodalom, Gondor, hatalma tetőfokán áll, és ellene tenni nem tud, viszont az egykori Arnor tartományai közt nincs jó viszony, egy sereg élén északra küldte a gyűrűlidércek vezetőjét, a Boszorkányurat, hogy támadja meg a dúnadánokat. A lidérckirály a ködhegység északi lábától nyugatra fekvő területeket foglalta el, és itt rendezte be Angmar egyre növekvő királyságát, az elkövetkező évszázadokban pedig számos harcot vívott a dúnadánokkal, fokozatosan délnyugat felé szorítva őket.
Eredetileg gonosz északi emberek, valamint orkok és hasonló szörnyek szolgálták. A harcok során több kisebb, addig Arnor fennhatósága alá tartozó királyság és nép csatlakozott hozzá, így pl. Carn Dum. A Boszorkányúr sikereit segítette, hogy a három utódtartomány állandó határvitában állt – főképp a Szeles Dombok és a Brí felé eső területek, valamint egy, határvidékeiken elterülő domb, a Széltető látóköve miatt, amelyre mindhárom királyság igényt tartott, részben pedig az, hogy az északi dúnadán nép – talán a zordabb körülmények miatt – nem mutatkozott elég életrevalónak, a népesség a háborúk nélkül is folyamatosan csökkent, az elnéptelenedő területekre pedig az ellenséges, sokszor a lidércekhez is húzó domblakók települtek.

### Támadások az északi ember-királyságok ellen
Angmar felemelkedése az arthedaini Malvegil király idejében történt. 1350-re Rhudaurban és Cardolanban is kihalt a királyi család, Rhudaur teljesen a domblakók uralma alá került, akiknek vezetője titokban a Boszorkányurat szolgálta. Malvegil fia Argeleb király igényt támasztott egész Arnor uralmára, de a rhudauri királyság fegyverrel állt neki ellent, és segítséget hívott Angmargból. A harcokban Argeleb meghalt. Fia, Arveleg a lindoni tündék és a cardolaniak segítségével visszaszorította Angmart és megerősítette a határvidékeket, amely mintegy 50 évnyi békésebb időszakot biztosított. A Boszorkányúr ezután délkeleten indított támadást, a völgyzugolyi tünde-település ellen, de bevenni nem tudta.
H.k. 1409-ben, Arveleg uralkodása idejében, Angmar megindította az első nagy támadását megalakulása óta. A Széltetőt bevették, és lerombolták a tetején álló erődöt, Amon Sûlt. Lerohanták Rhudaurt és Cardolant, az előbbit leigázták, az utóbbi népe a Tym Gorthad-i temetővárosba (a későbbi Sírbuckák) menekült. Csak a legnépesebb arnori tartomány, a királyság egykori magja, Arthedain maradt talpon, bár a király, I. Arveleg elesett a harcokban. A vezetőik segítséget kértek a tündéktől, Círdan hadaival visszaszorították a támadókat, a lórieni és völgyzugolyi tünde-államok csapatai pedig, hátbatámadva Angmart, nemsokára csatlakoztak hozzájuk. A boszorkányúr jelentős erővisszavonást hajtott végre, és egy időre felhagyott a támadásokkal.
Arnor levegője, főként keleten – nemcsak a háborús fenyegetés, hanem a lidérckirály növekvő befolyása miatt – megromlott, barátságtalanná vált. A hobbitok egy része ebben az időben vándorolt a Megye szélére.
1636-ban, II. Argeleb uralkodása idején újabb pusztítás söpört végig a dúnadánok királyságain – ezúttal egy betegség. A Fekete Vész, amely Osgiliathban tűnt fel, főleg Gondor embereit pusztította, de eljutott egészen Cardolan legdélibb területeiig is (még a hobbitokat is sújtotta, akik ekkorra már betelepültek a Megyébe). A Cardolani uralkodóház maradéka ekkor pusztult el a sírdombok között, a területre pedig gonosz szellemek érkeztek Angmarból és Rhudaurból, és bevették magukat a sírokba. A terület, a Sírbuckák világa, rettegett hellyé vált azon vándorok többsége között, akiket útjuk szerencsétlenül arra vezérelt.

### Angmar és Arnor bukása
Az angmari boszorkányúr néhány száz év készülődés után, az 1970-es évekre ismét megerősödött, 1974-ben hadai hosszas harcok után betörtek Arthedainba, elfoglalták a fővárost, Fornostot, Araphant fia Arvedui király pedig menekülés közben a messzi, hóborította észak tengerein halt meg hajótörés miatt. De egy évvel azelőtt elindított segítségkérése eljutott a gondori testvérbirodalomba Earnilhoz, az ottani uralkodóhoz. Az uralkodó fiát, Earnurt küldte az északi rokonok megsegítésére egy nagy hajóhad és akkora sereg élén, amelyet Észak e korban még nem láthatott. A felmentő sereg, szerencsétlenségükre, elkésett, és Arnor végleg megdőlt, de a tündék és az arnoriak maradéka örömmel csatlakoztak hozzá. A Boszorkányúr pedig gőgjében és elbizakodottságában eléjük vonult Fornosti erődjéből. Seregét 1975-ben tönkreverték, sőt azt is megakadályozták, hogy visszameneküljön Angmarba vagy Carn Dumba. Dél felé, Mordorba szökött, Angmar uralmát pedig a völgyzugolyi Glorfindel és a gondori Earnur megdöntötte, akik azután visszamentek uradalmaikba.

### Epilógus
Angmar – és Arnor – történelmi szerepe itt végleg véget ért, az Északi Királyság nem létezett többé. A Megyétől északra fekvő területek néptelen vadon- és kísértetfölddé változtak, ahová a trollokon kívül értelmes eleven lény nem szívesen merészkedett. Csak pár északi dúnadán család maradt az egykori hatalmas királyságból, akik többnyire Völgyzugolyban találtak menedéket, és a vezér (a király örököse) mindig ott is nevelkedett, kezdve Arvedui unokájával, Aranarth fia Arahaellel. A dúnadánok utódai, az ún. (északi) kószák a Gyűrűháborúban is részt vettek, ennek eredményeképp pedig Arathorn fia Aragorn, az arthedaini királyi család leszármazottja, Gondor trónjára került, miután segített visszaverni Szauronnak a főváros, Minas Tirith ellen indított óriási támadását. A Boszorkányúr, Angmar egykori uralkodója, aki Szauron seregét vezette, ebben az ostromban esett el.